# Juliette Segers
Juliette Segers, född 18 maj 1911, var en friidrottare från Belgien. Hon deltog vid olympiska sommarspelen 1928.